# Reyes Rodríguez Mondragón
Reyes Rodríguez Mondragón (Ciudad de México, 10 de enero de 1974) es un jurista mexicano que se desempeña como magistrado de la Sala Superior del Tribunal Electoral del Poder Judicial de la Federación desde el 4 de noviembre de 2016. Fungió como presidente del Tribunal Electoral del Poder Judicial de la Federación desde el 2 de septiembre de 2021 hasta el 11 de diciembre de 2023 

## Estudios
Estudió la licenciatura en Derecho por el Instituto Tecnológico Autónomo de México (ITAM) entre 1991 y 1996. Tiene estudios de Maestría en Administración y Políticas Públicas por el Centro de Investigación y Docencia Económicas (CIDE, 1997-1999), y en Derecho y Sociedad por el Instituto Internacional de Sociología Jurídica (IISJ, 2003-2004).

## Actividad profesional

### Primeros cargos
Se desempeñó como asesor del coordinador de Asesores y Director de la Coordinación General de Programas Interinstitucionales (1996-1997); secretario técnico del Comité Jurídico Sectorial de la Secretaría de la Reforma Agraria (1997); socio fundador encargado del Área de Regulación y Técnica Legislativa en Grupo Consultor en Regulación Jurídica S.C (1999) y Asesor del Coordinador de Asesores del Oficial Mayor en Secretaría de Gobernación (2000).
Fue director académico de la Licenciatura en Derecho en el Centro de Investigación y Docencia Económicas (CIDE, 2001-2003) y profesor-investigador en la División de Estudios Jurídicos de la misma institución (2004). Asesor de la Unidad de Análisis en la Coordinación General de Comunicación Social de Presidencia de la República (2005); Coordinador de asesores de la Dirección Ejecutiva de Prerrogativas y Partidos Políticos del IFE (2006-2007); Director general adjunto de la Dirección General de Planeación de lo Jurídico en la Suprema Corte de Justicia de la Nación (2007); Coordinador de asesores del Dr. Benito Nacif Hernández, consejero electoral del Instituto Federal Electoral (20008-2011) y coordinador de asesores del secretario particular del presidente de la República (2011).
Se desempeñó como consultor jurídico de enero a septiembre de 2012; secretario técnico en la Comisión de Justicia del Senado de la República (2012-2013) y magistrado en la Sala Regional Monterrey del TEPJF (2013-2016).

### Tribunal Electoral del Poder Judicial de la Federación
A propuesta de la Suprema Corte de Justicia de la Nación (SCJN), el Senado de la República lo eligió magistrado de la Sala Superior del Tribunal Electoral del Poder Judicial de la Federación, por un periodo de ocho años, empezando su gestión el 4 de noviembre del mismo año. 
El 4 de agosto de 2021 cinco magistrados de la Sala Superior (incluyendo a Rodríguez Mondragón) votaron para destituir al presidente del TEPJF José Luis Vargas Valdés y votaron por Rodríguez Mondragón como nuevo presidente. No obstante, Vargas Valdés se negó a dejar su cargo porque señaló que no está entre las facultades de los magistrados remover al presidente de la Sala Superior.
La situación se mantuvo con dos presidentes del TEPJF parcialmente reconocidos hasta seis días más tarde, el 9 de agosto cuando Vargas Valdés renunció oficialmente. Al día siguiente la Sala Superior votó a Felipe Fuentes Barrera para presidente interino.
El 2 de septiembre de 2021 fue elegido por el pleno de la Sala Superior como magistrado presidente del TEPJF, cargo que asumió el mismo día.
El 11 de diciembre de 2023, luego de presiones por parte de sus pares, presentó su renuncia como magistrado presidente del TEPJF para mantener su cargo como magistrado.

## Actividad docente y académica
Ha impartido clases en la Escuela de Gobierno y Transformación Pública del Tecnológico de Monterrey; Universidad La Salle; Centro de Investigación y Docencia Económicas (CIDE); Instituto Tecnológico Autónomo de México (ITAM) y el Instituto de Investigaciones Jurídicas de la UNAM (IIJ).

## Obras publicadas
- Coautor de la obra colectiva Manual para la elaboración de sentencias de la Sala Regional Monterrey, Tribunal Electoral del Poder Judicial de la Federación, 2016.
- Autor del capítulo “Electoral Issues: In need of a New Electoral Reform?” en Let’s Talk About Politics and Policies in Mexico. Coordinadores George Phillip y Yolanda Meyenberg Leycegui; UNAM, Instituto de Investigaciones Sociales, ITAM, LSE Ideas, LSE Enterprise, 2015.
- Autor de “El modelo de sentencia de la Sala Regional Monterrey y el pensamiento crítico”, publicado en la Revista Voces Electorales del Tribunal Electoral del Poder Judicial del Estado de Baja California, 2015.
- Coautor del capítulo “Environmental Justice in Mexico: The Peñoles Case”. En Environmental Justice in Latin America. Problems. Promise and Practice, ED. David V. Carruthers, MIT Press, 2008.
- Autor de “El proceso de producción legislativa, un procedimiento de diseño institucional”, publicado en Isonomía, Revista de Teoría y Filosofía del Derecho Fontamare – ITAM, num. 13, octubre de 2000, y compilado en Elementos de Técnica Legislativa, libro editado por Miguel Carbonell y Susana Pedroza de la Llave, IIJ-UNAM, diciembre de 2000 y reimpresiones.